# Japanse vaalhaai
De Japanse vaalhaai (Hemitriakis japanica) is een haai uit de familie van de gladde haaien.

## Natuurlijke omgeving
De Japanse vaalhaai komt voor in het noordwestelijke deel van de Grote Oceaan bij China, Japan, Korea en Taiwan.

## Synoniemen
- Galeorhinus japonicus - (Müller & Henle, 1839)[2]
- Galeus japanicus - Müller & Henle, 1839[2]

Diepwater sikkelvinvaalhaai (Hemitriakis abdita) · Hemitriakis complicofasciata · Sikkelvinvaalhaai (Hemitriakis falcata) · Japanse vaalhaai (Hemitriakis japanica) · Witvinvaalhaai (Hemitriakis leucoperiptera)